# Patrik Verstreken
Patrik Verstreken (geb. vor 1975) ist ein belgischer Neurowissenschaftler. Er beschäftigt sich mit der Funktion neuronaler Synapsen. Zu seinen wichtigsten Erfolgen zählen die Identifizierung der molekularen Mechanismen, durch die sich neurodegenerative Krankheiten wie die Alzheimer-Krankheit im Gehirn ausbreiten, und die Identifizierung bis dahin unbekannter Defekte, die die Parkinson-Krankheit auslösen.

## Biographie
Patrik Verstreken absolvierte von 1992 bis 1998 an der Vrije Universiteit Brussel ein Studium in Bioengineering sowie Zell- und Molekularbiologie.
Am Baylor College of Medicine in Houston studierte er anschließend Biologie und Biomedizin und promovierte 2003 in der Betreuung von Hugo Bellen im Bereich Entwicklungsbiologie.
Von 2003 bis 2006 forschte er als Postdoc am Howard Hughes Medical Institute in Chevy Chase, Maryland. Unterstützt durch ein Marie Curie Excellence grant der EU arbeitete er von 2007 bis 2013 als Gruppenleiter am Flämischen Institut für Biotechnologie und lehrte als Associate Professor am Zentrum für Humangenetik der Katholieke Universiteit Leuven (KU Leuven). 2013 wurde er ordentlicher Professor, 2016 Direktor am dortigen Center for Brain & Disease Research.

## Forschung
Patrik Verstrekens Forschung beschäftigt sich mit den Mechanismen der neuronalen Kommunikation und neurodegenerative Erkrankungen wie Parkinson-Krankheit und Demenz, bei denen diese versagt. Mit Hilfe von Fruchtfliegen (Drosophila melanogaster) als Modellsystem und neuerdings auch aus embryonalen Stammzellen gewonnenen menschlichen Neuronen, konzentriert sich die Arbeit auf Schlüsselproteine, Lipide und Mitochondrien, die die synaptische Aktivität regulieren.
Dies führte zur Entdeckung spezifischer präsynaptischer und organellarer Defekte bei der Parkinson-Krankheit und der Epilepsie und zu Überlegungen, wie diese Fehlsteuerungen beeinflusst werden können.

## Auszeichnungen (Auswahl)
- 2009 Wahl zum Francqui Docent[9]
- 2014 IBRO-Kemali Prize[10]
- 2016 Aufnahme in das FENS-Kavli Network of Excellence[9]
- 2018 Aufnahme in die European Molecular Biology Organization (EMBO)[11]
- 2023 AstraZeneca Foundation Award[9]

## Publikationen (Auswahl)
- mit anderen: Do we still need animals? Surveying the role of animal-free models in Alzheimer’s and Parkinson’s disease research. In: The EMBO journal. Band 41, Nr. 6, 24. Februar 2022, ISSN 1460-2075, S. e110002, doi:10.15252/embj.2021110002, PMID 35199384, PMC 8922267 (freier Volltext) – (englisch).
- mit anderen: Torsin and NEP1R1-CTDNEP1 phosphatase affect interphase nuclear pore complex insertion by lipid-dependent and lipid-independent mechanisms. In: The EMBO journal. Band 40, Nr. 17, 27. Juli 2021, ISSN 1460-2075, S. e106914, doi:10.15252/embj.2020106914, PMID 34313336, PMC 8408595 (freier Volltext) – (englisch).
- mit anderen: Parkinson’s disease: convergence on synaptic homeostasis. In: The EMBO Journal. Band 37, Nr. 18, 14. September 2018, ISSN 0261-4189, doi:10.15252/embj.201898960, PMID 30065071, PMC 6138432 (freier Volltext) – (englisch).
- mit anderen: The SAC1 domain in synaptojanin is required for autophagosome maturation at presynaptic terminals. In: The EMBO journal. Band 36, Nr. 10, 15. Mai 2017, ISSN 1460-2075, S. 1392–1411, doi:10.15252/embj.201695773, PMID 28331029, PMC 5430236 (freier Volltext) – (englisch).